# ESRI
O Environmental Systems Research Institute, Inc., mais conhecido pela sua sigla Esri (português: Instituto de Pesquisa de Sistemas Ambientais, Inc.), é uma empresa americana especializada na produção de soluções para a área de informações geográficas, sendo líder mundial em sistemas de informação geográfica. Foi fundada em 1969 por Jack e Laura Dangermond como uma empresa de consultoria em estudos de uso do solo. Seu atual presidente é Jack Dangermond.
A empresa possui 10 escritórios regionais nos EUA e uma rede de 80 distribuidores internacionais, com cerca de um milhão de usuários em 200 países. A empresa tem 3.000 funcionários nos EUA, e ainda é uma empresa privada pelos fundadores. Em 2006, as receitas foram de cerca de US $ 660 milhões. Em um artigo da revista Investor's Business Daily de agosto de 2009, as receitas anuais da Esri eram indicadas em US $ 1,2 bilhão, a partir de 300 mil clientes.